# São João do Pacuí
São João do Pacuí est une municipalité brésilienne de l'État du Minas Gerais et la microrégion de Montes Claros.